# Blanfordimys
A Blanfordimys az emlősök (Mammalia) osztályának rágcsálók (Rodentia) rendjébe, ezen belül a hörcsögfélék (Cricetidae) családjába tartozó nem.

## Rendszerezés
A nembe az alábbi 2 faj tartozik:
- afgán földipocok (Blanfordimys afghanus) Thomas, 1912
- tádzsik földipocok (Blanfordimys bucharensis) Vinogradov, 1930 – típusfaj, szinonimája: Blanfordimys bucharicus